# Batanée

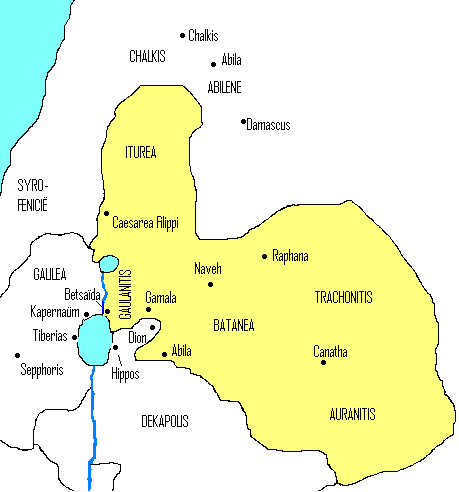
Batanée avec la Trachonitide, l'Auranitide, la Gaulanitide et l'Iturée au I. Les localisations de ces territoires sont approximatives

La Batanée, actuellement Al-Bathaniya, est une plaine fertile du sud de la Syrie actuelle, à l'est du Golan, à l'ouest de la Trachonitide et au nord de l'Auranitide qui est la région frontalière avec la Jordanie. C'est une partie de l'ancien royaume de Bashân. Elle est aussi parfois appelée Basanitide. Sa localisation au Ier siècle n'est pas connue avec précision. Elle est vue comme située soit à l'est du Golan — la Batanée et la Gaulanitide étant alors deux territoires nettement séparés —, soit comme incluant aussi le Golan.

## Bathyra et έν Βατάναια
Bathyra est avec Ecbatane (ou έν Βατάναια) une des deux villes fortifiées de Batanée qui ont été fondées par ceux que Flavius Josèphe appellent des « Babyloniens ». Des Juifs qui se sont enfuis avec leurs familles de Mésopotamie pour des raisons inconnues, dont 500 hommes entraînés pour tirer à l'arc à cheval, que le roi Hérode le Grand a installés vers 10-7 av. J.-C. — ou quelques années auparavant — en Batanée pour qu'ils s'opposent aux raids des brigands de Trachonitide qui venaient régulièrement piller les territoires de son royaume,,,. Ils pourraient être en lien avec la Mygdonie et Nisibe où l'on trouve aux Ier et IIe siècle plusieurs éminents rabbis qui s'appellent Judah ben Bathyra.

## Histoire antique
En 20 av. J.-C., le roi ituréen  Zénodore meurt sans héritier. Auguste donne à Hérode le Grand les territoires de  Zénodore. Les Nabatéens furent particulièrement furieux car Zénodore leur avait vendu son territoire avant sa mort : ils perdent le territoire et l’argent qu’ils avaient versé. 
Au Ier siècle av. J.-C. des tribus arabes razziaient la Batanée et surtout le plateau agricole du Hauran, à partir de la Trachonitide. Hérode Ier le Grand y installa alors des colons militaires juifs » où ils fondèrent la ville de Bathyra  et la fortifièrent. Hérode « voulait faire de cet établissement une sorte de rempart » et il y a installé le « babylonien » Zamaris et son clan pour qu'ils s'opposent au banditisme trachonide dans la dernière décennie de son règne ( vers 10-7 av. J.-C.).

### Installation des «Babyloniens» en Batanée
Les Juifs « Babyloniens » que le roi Hérode le Grand a installés en Batanée pour qu'ils instaurent une sorte de « bouclier militaire » en  opposition aux raids des brigands nomades du Trachon, venaient des rives de l'Euphrate et du Tigre. Ils pourraient être en lien avec la Mygdonie et Nisibe où l'on trouve aux Ier et IIe siècle plusieurs éminents rabbis qui s'appellent Judah ben Bathyra. Le chef de ces colons est Zamaris, le grand-père de Philippe de Bathyra. Au moment où Hérode le Grand leur a proposé de s'installer en Batanée, il est décrit par Flavius Josèphe, comme un « Juif de Babylone, avec cinq cents cavaliers tous instruits à tirer de l’arc à cheval et une parenté comprenant environ cent hommes,  [il] avait traversé l’Euphrate et se trouvait alors installé à Antioche près de Daphné en Syrie, car Saturninus, qui gouvernait alors la province lui avait concédé pour y séjourner une localité nommée Oulatha ». Tirer à l'arc tout en chevauchant était une technique de combat typiquement Parthe dont l'Empire s'étendait sur la plus grande partie du nord de la Mésopotamie d'où venaient probablement ces « Babyloniens ». 
Certains critiques estiment que la localisation de Bathyra n'est pas connue avec précision. C'est néanmoins une des deux villes principales de la Batanée qui correspond à peu près au territoire biblique de Bashan. Une région située au-delà du Jourdain, à l'est de la Galilée et dont vraisemblablement la plus grande partie se trouvait à l'est du Golan, bien que sa position précise ne soit pas connue, même approximativement. La deuxième ville importante de Batanée est la ville juive d'Ecbatane, Έχβατάνα aussi orthographiée έν Βατάναια ou έν Βατάνοις. Elle était peut-être située sur le site de Al-Ahmadiyah, à 6 km à l'est du Jourdain. Les restes de deux antiques synagogues y ont été découverts. Pour Étienne Nodet, la Batanée correspond au Golan actuel. Outre la ville de ce nom, Bathyra est parfois utilisé pour désigner la Batanée elle-même. C'est peut-être dans ce sens que Philippe était de Bathyra.
Dans la littérature rabbinique apparaissent les Anciens de Bathyra notamment lors de deux débats portant tous les deux sur une question de calendrier des fêtes juives, c'est cette assemblée qui aurait élevé « le Babylonien » Hillel au rang des Patriarches dans la dernière partie du Ier siècle av. J.-C.. Pour Étienne Nodet et Justin Taylor, « Josèphe se trahit : il dit que beaucoup étaient venus s'établir dans la [colonie fondée en Batanée par ces "Babyloniens"], car ils se sentaient en sécurité. » Pour ces auteurs, « Hérode a persécuté les pharisiens, mais n'a pas touché au statut de cette colonie, pour des raisons très claires de politique à l'égard des Babyloniens et des Parthes. C'était donc un refuge [...] précieux pour tous ceux qui ne pouvaient pas espérer de protection des milieux sacerdotaux, forcément inféodés à Hérode. » Dans le Talmud, il existe aussi des « Enfants de Bathyra » appelés Bnei Bathyra, ainsi que plusieurs éminents rabbis appelés « ben Bathyra », attestés jusqu'à la fin du IIIe siècle. Probablement des membres et des descendants de cette famille.

### Philippe le Tétrarque

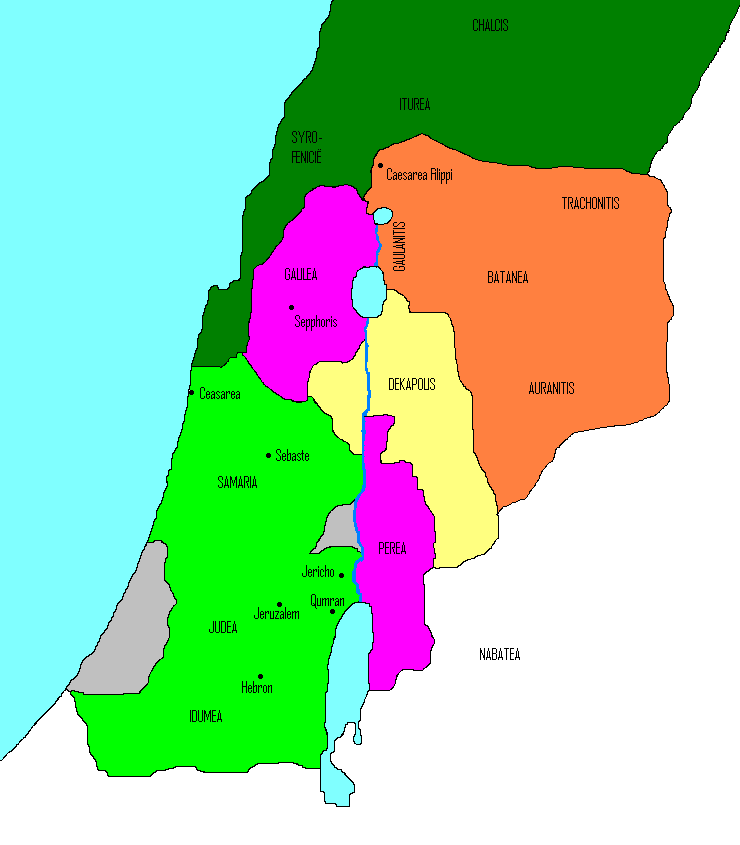
Le partage du royaume d'Hérode Ier le Grand:
Territoires sous l'autorité d'Hérode Antipas
Territoires sous l'autorité de Philippe le Tétrarque
Salomé Ire (villes de Javneh, Azotas, Phaesalis)
Territoires sous l'autorité d'Hérode Archélaos, puis à partir de l'an 6, province romaine de Judée
Province romaine de Syrie
Citées autonomes (Decapolis)

À la mort d'Hérode Ier le Grand, le territoire de son royaume a été partagé par Auguste entre trois des fils d'Hérode (Hérode Antipas, Hérode Archélaüs, Philippe II) ainsi que sa sœur Salomé. Philippe II a obtenu pour sa part « la Batanée, avec la Trachonitide et l’Auranitide, une partie de ce qu’on appela le domaine de Zénodore, ». Pour l'essentiel, Auguste a respecté le nouveau testament d'Hérode rédigé à peine cinq jours avant sa mort, après l'exécution d'Antipater, l'héritier qu'il avait désigné. Contrairement à ce qu'il prescrivait, Archélaüs n'obtient toutefois pas le titre de roi.
Le domaine de Philippe a pour capitale Césarée de Philippe, appelée ainsi chez Flavius Josèphe comme dans les Évangiles, pour ne pas la confondre avec Césarée maritime. Elle s'appelait Panéas ou Banéas et Philippe la renomma Césarée, pour en faire sa capitale. Chez Flavius Josèphe ou Moïse de Khorène, cette ville est aussi appelée Panéas ou Baniyas, un nom que la ville actuelle située au pied du mont Hermon, à la limite nord du Golan, a conservé et qu'auprès des populations locales, elle n'a jamais perdu.
Le tétrarque refonde Bethsaïde, au nord du lac de Tibériade, sous le nom de Julias en l'honneur de la fille d'Auguste.

### Bataille entre Hérode Antipas et Arétas IV

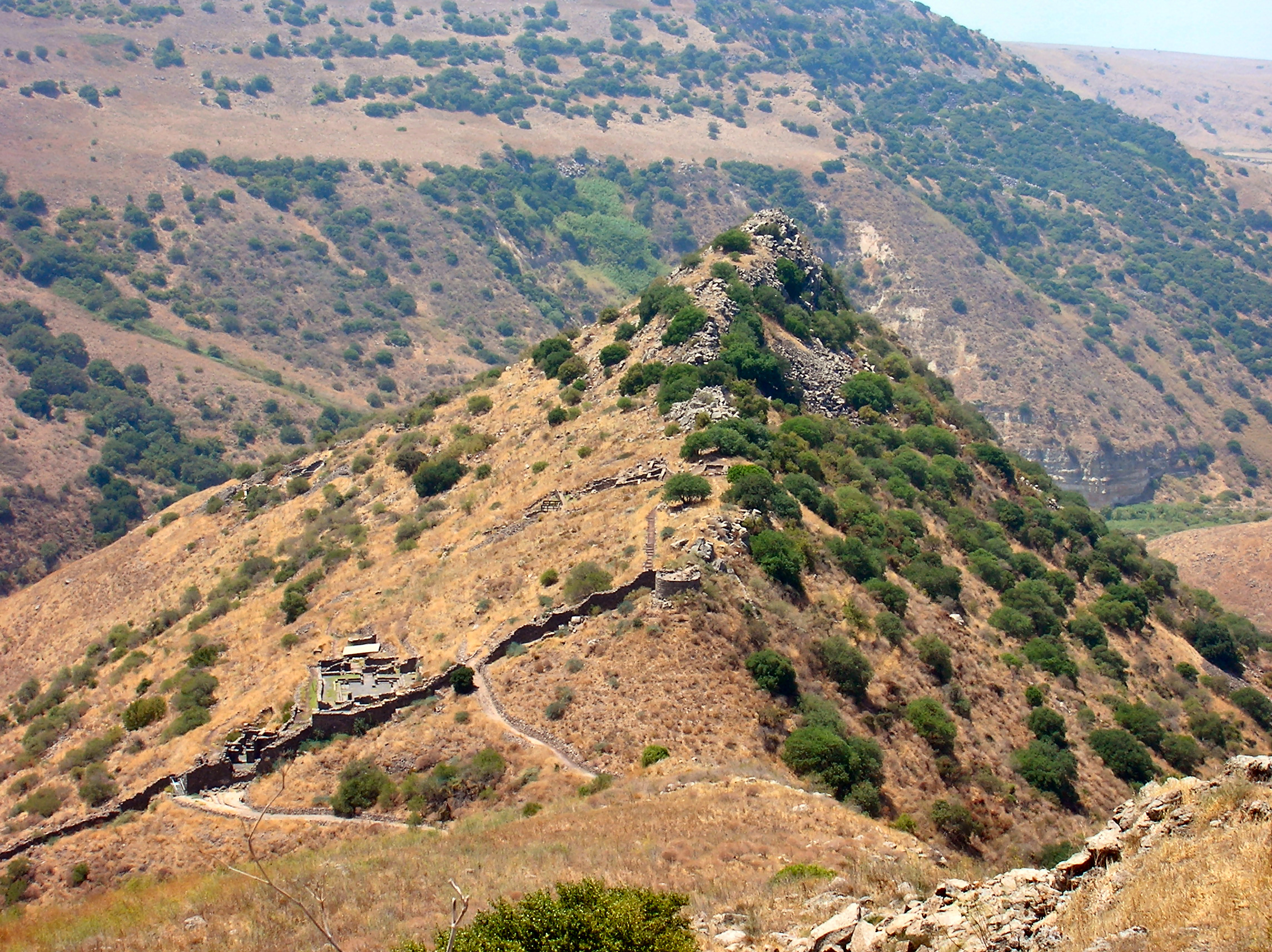
Ruines de la cité fortifiée de Gamala, enjeu de la guerre entre Arétas IV et Hérode Antipas. On entrevoit, au fond, le lac de Tibériade.

Après la mort d'Hérode le Grand (4 av. J.-C.) la Gaulanitide et la Batanée sont devenues des territoires de la tétrarchie de Philippe, dont Gamala faisait partie. Il semble que dès ce moment la Batanée fournissait une « aile » de cavalerie à Philippe le Tétrarque, mort en 33-34,,,,,,, puis aux rois Agrippa Ier et Agrippa II,. En 36,,,,,, c'est près de Gamala, qui est située juste au-dessus de la Batanée, qu'a lieu la bataille entre les forces du roi arabe Arétas IV et celles du tétrarque Hérode Antipas au cours de laquelle l'armée d'Antipas a été anéantie. Pour Flavius Josèphe, si l'armée d'Antipas a été « taillée en pièces, [c'est] à cause de la trahison de transfuges qui, tout en appartenant à la tétrarchie de Philippe, étaient au service d'Hérode. » Il est possible que ces transfuges aient été les forces de la Batanée. Selon Flavius Josèphe, cette déroute d'Antipas est ainsi considérée au sein de la population juive comme une vengeance divine contre Antipas pour le punir d'avoir mis à mort Jean le Baptiste et dont Arétas IV n'aurait été que l'instrument,,.

### Arétas se retire probablement en échange de Damas
Bien que Flavius Josèphe ne le rapporte pas, un accord a finalement dû être trouvé entre Arétas et les Romains représentés sur place par le légat de Syrie, Lucius Vitellius. Selon Nikos Kokkinos, Lindner a montré que c'est Caligula qui a transféré Damas sous le contrôle nabatéen. Pour lui, puisque Caligula succède à Tibère mort le 16 mars 37, les négociations avec Arétas ne peuvent pas avoir été achevées avant l'été de la même année. Toutefois, les seules preuves de ce fait sont une mention dans une lettre de l'apôtre Paul de Tarse adressée aux Corinthiens qui figure dans le Nouveau Testament, la disparition des monnaies romaines à partir de 33/34, le fait qu'on n'y trouve pas de monnaie de Caligula et de Claude et que les monnaies romaines ne réapparaissent qu'au cours du règne de Néron (vers 65/66),,. Pour Lindner, cette attribution de Damas au roi nabatéen est cohérent avec le reste de la politique de Caligula qui contrairement à Tibère donne plusieurs territoires à des rois clients de Rome dès son arrivée au pouvoir.

### Agrippa Ier devient roi de Batanée
Dès son accession à l'empire, Caligula nomme Agrippa Ier, roi des territoires qui avaient constitué la tétrarchie de Philippe (fin mars 37) et qui comprenait la Gaulanitide et la ville de Gamala, enjeu de la bataille qui avait vu la déroute des armées d'Hérode Antipas. Lorsque Agrippa vient prendre possession de son royaume dans la seconde partie de l'année 38, il n'y a plus trace de conflit, ni de troupes arabes dans la région. 
Agrippa, le frère d'Hérodiade, était parvenu à retrouver son indépendance et était attiré par Rome et les relations qu'il y avait tissées. Bien décidé à se rendre à Rome, « pour accuser le tétrarque » Hérode Antipas auprès de Tibère, afin d'essayer de prendre son domaine, il arrive dans la ville au printemps 36. Au début, il est bien accueilli par Tibère, mais après être tombé une première fois en disgrâce, il est jeté brutalement dans les fers, parce qu’un jour, voulant flatter Caligula, il lui échappa de dire : « Ah ! si Tibère s’en allait bientôt et laissait la couronne à plus digne que lui ! », ce qu'un de ses esclaves rapporte à Tibère,. Pour Gilbert Picard, c'est parce qu'Agrippa avait été évincé de ses prétentions à obtenir la tétrarchie d'Antipas qu'il se serait mis à comploter contre Tibère. Agrippa reste en prison jusqu’à la mort de Tibère, survenue six mois après (16 mars 37).
L’avènement au trône de son ami Caligula relança la fortune d’Agrippa. Le nouvel empereur le tira de prison et lui octroya, outre le titre de roi, les territoires de Philippe.

### Rattachement à la province de Syrie, puis Agrippa II
À la mort d'Agrippa Ier en 44, la Batanée est à nouveau intégrée à la province romaine de Syrie et directement administrée par les procurateurs Cuspius Fadus et Tibère Alexandre. Plutôt que de confier le royaume du roi défunt à son fils Agrippa (II) — jeune homme inexpérimenté qui grandit à la cour impériale, protégé de l'empereur — Claude le rattache à la province romaine de Syrie tandis que la nomination des prêtres et le contrôle du Temple de Jérusalem reviennent à Hérode de Chalcis. C'est également ce dernier qui devient l’intermédiaire privilégié entre les Juifs et les Romains jusqu'à sa propre mort en 48.
- Province romaine de Judée
- Territoires sous l'autorité d'Agrippa II

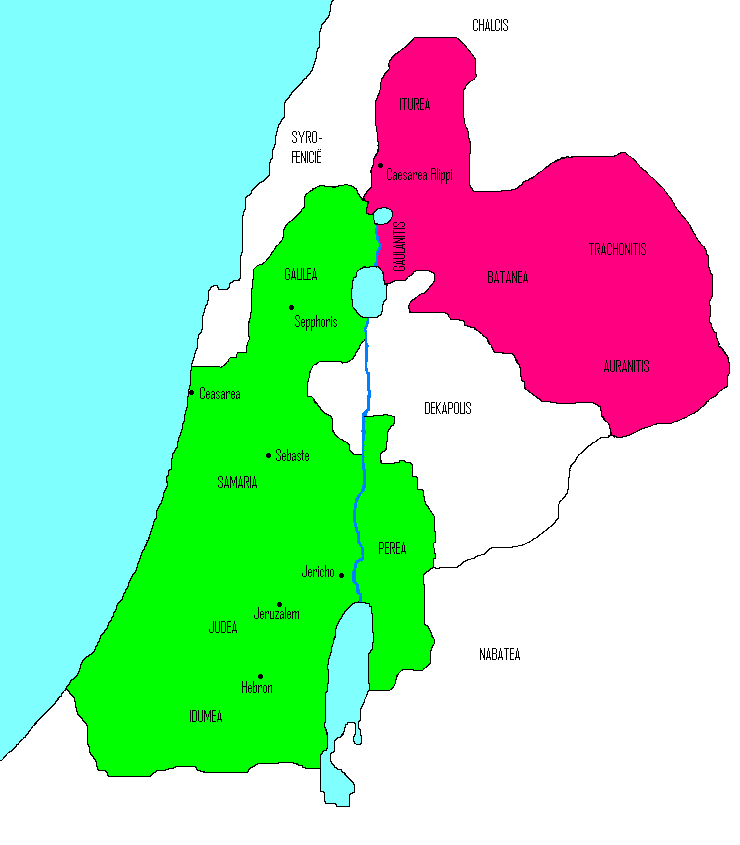
La région Palestine à partir de 53 avant l'agrandissement des territoires d'Agrippa (en 55 ou 61)
Province romaine de Judée
Territoires sous l'autorité d'Agrippa II
En 55 ou 61, le territoire du royaume d'Agrippa est augmenté des villes de Tibériade, Tarichée (Galilée) et Julias (Pérée) ainsi que de leurs régions. (Les frontières, notamment celles du royaume d'Agrippa, sont approximatives, de même que la position précise de la Batanée, la Gaulanitide, l'Hauranitide, la Trachonitide et l'Iturée)

En 53, Agrippa (II) reçoit les anciennes tétrarchies de Philippe et de Lysanias et donc la Batanée. L'année qui suit son accession au trône, Néron procède à des redistributions de territoires. L'empereur donne le territoire de Chalcis à Aristobule, le cousin d'Agrippa, qui devient donc roi de Chalcis comme l'avait été son père ainsi que roi de Petite Arménie. Agrippa reçoit à ce moment-là (54-55) une partie des anciennes tétrarchies de Philippe (la Batanée, la Trachonitide, l'Auranitide), plus les tétrarchies de Lysanias et de Varus (Ouaros / Noaros). Dans les Antiquités judaïques (XX, VIII, 4, (158)), Flavius Josèphe indique qu'Agrippa reçoit aussi à ce moment-là une partie de la Pérée et de la Galilée: les villes de Tibériade et Tarichée en Galilée et la ville de « Julias en Pérée et quatorze bourgs situés dans son voisinage. », mais les indications qu'il donne dans d'autres parties de son œuvre « hésitent entre 54-55 et 61 ». Pour Simon Claude Mimouni, Agrippa ne reçoit cette deuxième partie des territoires qu'en 61.

### Philippe de Bathyra et Gamala

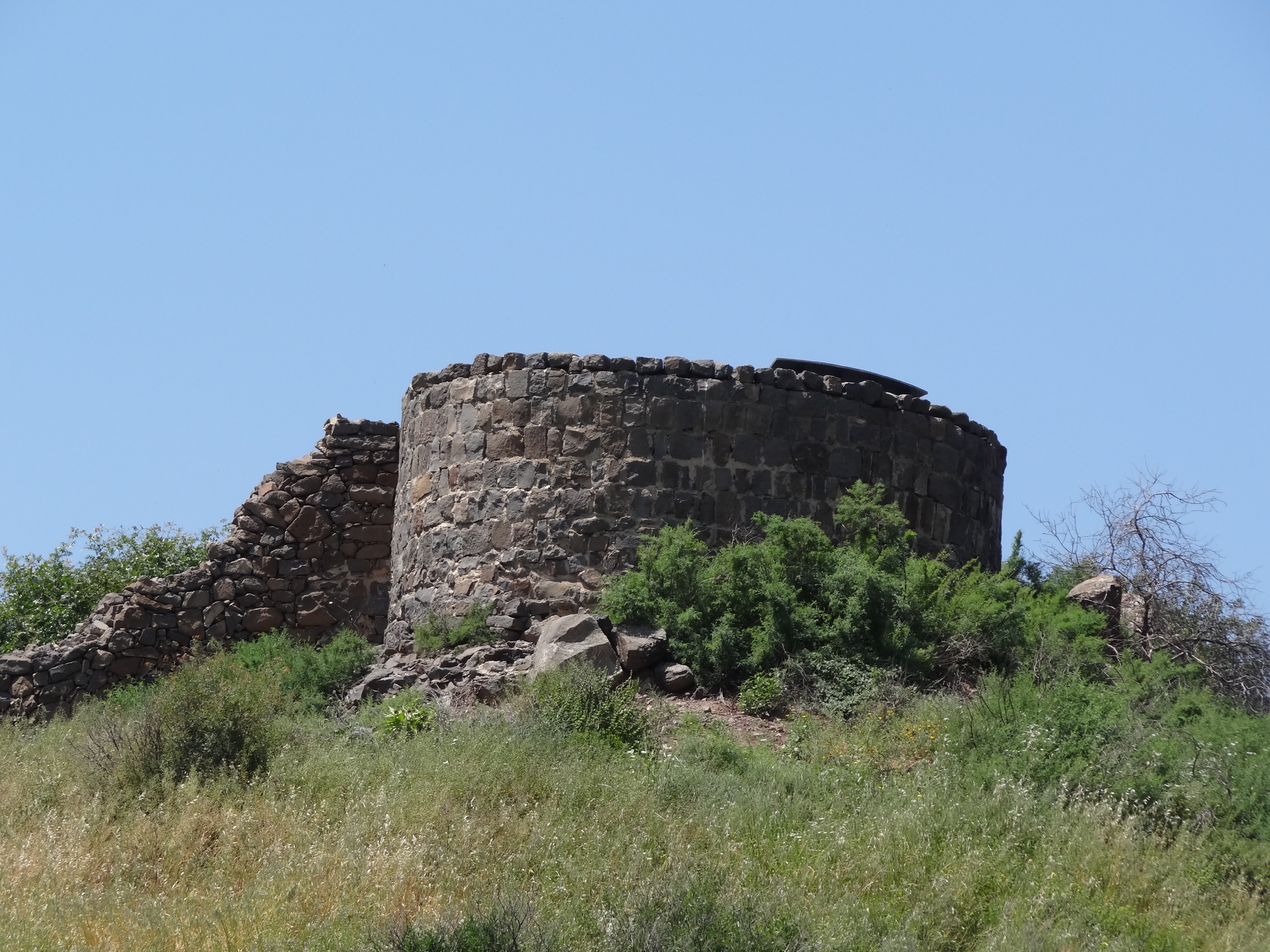
Ruines des murailles de la cité fortifiée de Gamala prise et détruite par les Romains en novembre 67.

Finalement après la nomination d'Aequus Modius, Philippe de Bathyra parvient à contacter Agrippa (V 180-183). Le roi « l'envoya quérir avec une escorte de gens de cheval » afin qu'il le rencontre  à Beyrouth. Il a été heureux de découvrir la fausseté des rumeurs à son sujet et a exhibé Philippe devant le gouverneur romain et son conseil pour prouver sa loyauté (V 183). Puis il l'a renvoyé à Gamala avec pour mission de ramener les « Babyloniens » à Ecbatane et de préserver la paix (V 183b - 184). 
Shaye J. D. Cohen estime qu'il est impossible de déterminer si, ne serait-ce qu'une partie, de ce récit est vrai. Schlatter note que rien ni dans la Vita, ni dans la Guerre des Juifs n'explique ce que sont devenus « l'hipparque » Darius et les 2000 cavaliers qu'il commandait avec Philippe à Jérusalem. Peut-être ont-ils rejoint les forces révolutionnaires à Jérusalem ou peut-être sont-ils venus à Gamala avec Philippe et l'ont aidé à prendre la ville.
Vita 114 indique que Aequus Modius est venu assiéger Gamala. Shaye J. D. Cohen estime que la chronologie de cet événement est très vague. Philippe était-il à Gamala quand Modius l'a attaquée ? Puisque selon la Vita (§ 177) « après le départ de Philippe, les gens de Gamala, dans une insurrection contre les Babyloniens », ont tué Chares et Jésus, des parents de Philippe, cela suggère que Philippe n'a pas exécuté les instructions du roi de ramener les Babyloniens de Gamala en Batanée. Ni au § 177 ni au § 184, la Vita ne dit quand ou pourquoi Philippe est parti de Gamala. Pour Shaye J. D. Cohen, l'assertion selon laquelle c'est après le départ de Philippe que ces événements se sont passés et que cela a eu lieu quand Gamala s'est révolté contre le roi (V 185-187) semble destinée à indiquer que tant que Philippe, ses hommes et ses alliés étaient sur place, Gamala a été maintenue dans la fidélité au roi, mais une fois qu'elles ont été retirées la révolté a éclaté. Cela peut être vrai tout comme cela peut être faux.

### AuIVesiècle
Selon Épiphane de Salamine, au IVe siècle les deux branches de judéo-chrétiens étaient présents en Batanée. Les Nazôréens à Kokabé et les Ébionites également à Kokabé, ainsi qu'au-delà de la région d'Adraa,,.